# Oppershausen
Oppershausen ist eine Gemeinde im Unstrut-Hainich-Kreis in Thüringen. Die Gemeinde Vogtei ist erfüllende Gemeinde für Oppershausen.

## Geografie
Der Ort Oppershausen liegt im Tal des Gelbrieder Baches am Ostrand des Hainich in unmittelbarer Nähe des Nationalparks Hainich. Mit dem Oppershäuser Holz nimmt ein großer Teil der Gemarkung jedoch auch zentrale Bereiche des Hainich ein und reicht bis an dessen Westrand. Die Kreisstadt Mühlhausen liegt ca. sechseinhalb Kilometer von Oppershausen entfernt.

## Geschichte

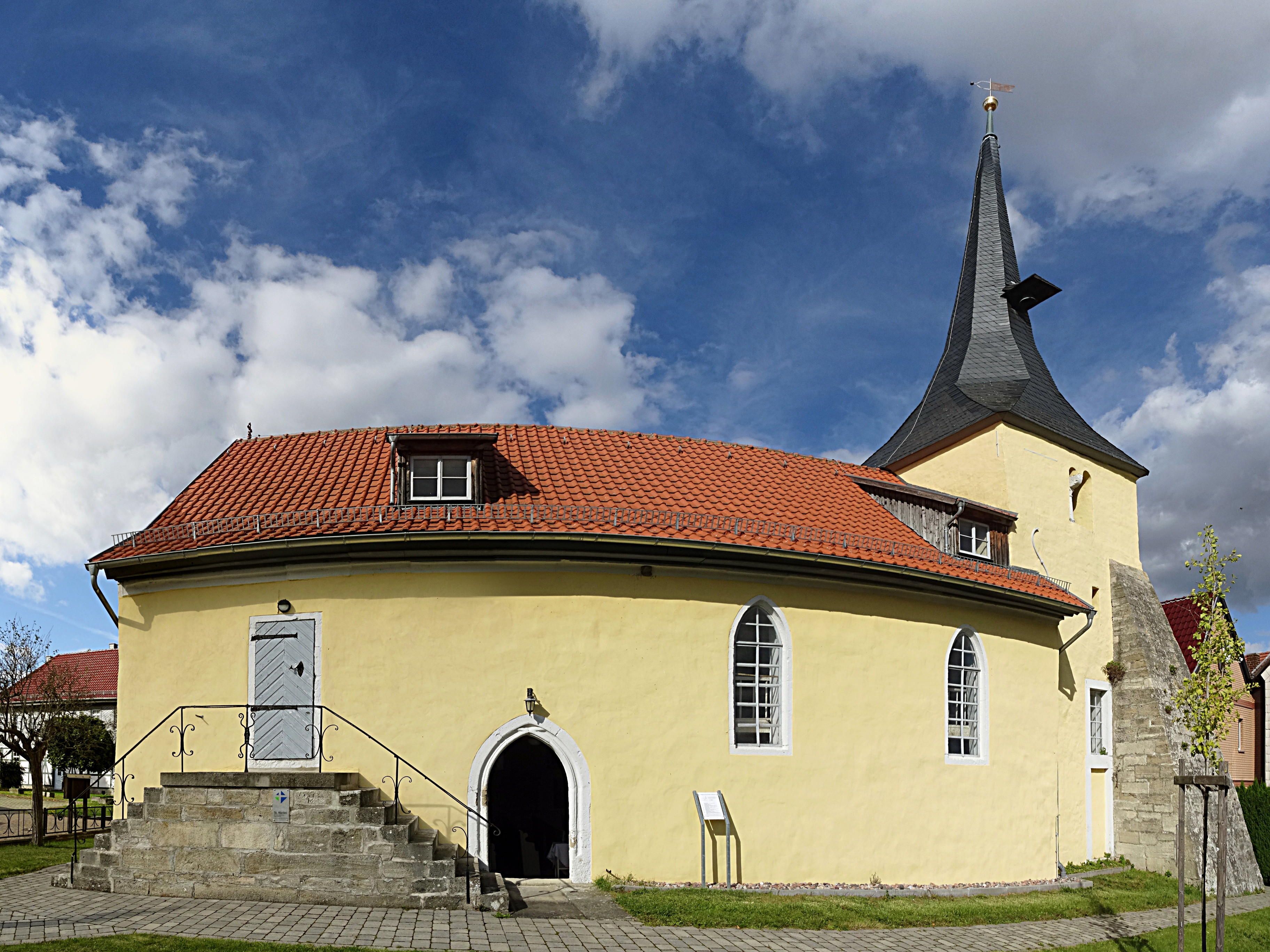
Kirche St. Marien

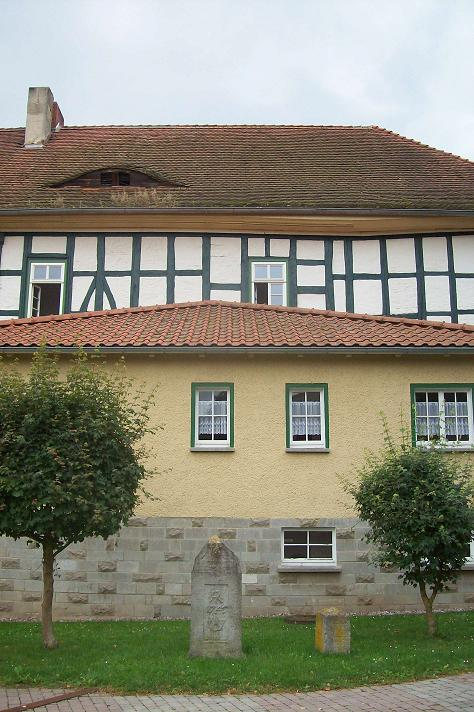
Kursächsischer Viertelmeilenstein von 1745 vor dem Alten Gutshaus

Im Jahr 900 wurde Oppershausen im Urkundenbuch der Erfurter Stifte und Klöster als Opprechthusen erstmals urkundlich erwähnt. Der Ort wurde als erster Sitz eines fränkischen Grafen namens Eberhard Oppert gewählt. Auf die fränkischen Ursprünge weisen auch der (frühere) Namensteil husen hin sowie die Art der Bebauung, die sich mit Hausgiebelseiten zur Straße darstellt. Es wird angenommen, dass an der Stelle des heutigen Ortes in der Zeit von 531 bis 800 eine fränkische Siedlung stand.
Eine 1395 von Richard von Sebecke (Seebach) gebaute Wasserburg (Burg Oppershausen) soll eine hochmittelalterliche Vorgängerin gehabt haben. Das heute noch erhaltene Gutshaus wurde 1754 in das Areal der Wasserburg gebaut. Der Wohnturm wurde 1973 wegen Baufälligkeit abgerissen, und seine Steine wurden als Baumaterial verwendet. Grundmauerreste der Wasserburg sind noch vorhanden.
Oppershausen gehörte bis 1815 zum kursächsischen Amt Langensalza und nach seiner Abtretung an Preußen von 1816 bis 1944 zum Landkreis Langensalza in der Provinz Sachsen. Von 1408 bis 1895 gehörten Gutshaus und Rittergut den Herren von Seebach, ab 1918 Anton Knöpfel und Sohn. Diese wurden 1945 entschädigungslos enteignet. Das Anwesen wurde Gemeindeeigentum. Nach dem Abriss des Wohnturms 1973 siechte auch das Gutshaus vor sich hin. Zeitweilig war es als Jagdhaus von DDR-Privilegierten genutzt worden. Nach der politischen Wende wurde das Gutshaus (im Volksmund „Schloss“) saniert und auch das Umfeld mit dem Schlossplatz im Rahmen eines Dorferneuerungsprogramms gestaltet. Das Gutshaus beherbergt heute Wohnungen und die Gemeindeverwaltung.

### Vorwerk Oppershausen
Am Ostrand des Hainich befand sich seit dem Mittelalter auf Oppershäuser Gemarkung mit dem Vorwerk Oppershausen ein Gutshof. Die westlich davon am Mittelberg gelegene Rodung wurde landwirtschaftlich genutzt, im 19. Jahrhundert und bis 1967 als Schafhutung. Der Schäfer wohnte auf dem Gelände des Gutshofs. Ab 1973 entstand dort ein Schießplatz der Nationalen Volksarmee. Die Schafhutungen dienten ab dann den Soldaten der Volkspolizei und der Kampftruppen für Schießübungen mit Maschinenpistolen und Maschinengewehren. Die Gutsschäferei wurde abgerissen und durch einen umzäunten, militärischen Gebäudekomplex aus Unterkünften, Schuppen, Funkmast, Beobachtungsturm und einem Haus zum Üben von Häuserkämpfen ersetzt, der bis heute besteht. Die militärische Nutzung endete jedoch 1992/93; ein Teil des Schießplatzes wurde aufgeforstet, der größte Teil blieb jedoch als Grünland erhalten.

## Sehenswürdigkeiten
Eine Kursächsische Postmeilensäule (Viertelmeilenstein von 1745) vor dem Alten Gutshaus („Schloss“) dokumentiert die ehemalige Zugehörigkeit des Ortes zum Herzogtum Sachsen-Weißenfels.

## Politik

### Gemeinderat
Der Rat der Gemeinde Oppershausen besteht aus 6 Ratsfrauen und Ratsherren.
- FWG: 4 Sitze
- SPD: 2 Sitze

(Stand: Kommunalwahl am 26. Mai 2024)

### Bürgermeister
Am 4. November 2018 wurde Florian Bäumlein zum Bürgermeister gewählt. Am 1. September 2024 wurde er bei einer Wahlbeteiligung von 82,1 % mit 97,9 % ohne Gegenkandidaten wiedergewählt.

## Wirtschaft und Infrastruktur

### Abwasserbeseitigung
Die Aufgabe der Abwasserbeseitigung hat die Gemeinde auf den Zweckverband Trink- und Abwasserverband "Notter" übertragen.

## Persönlichkeiten
- Alfred Nottrott (1837–1924), evangelischer Missionar und Linguist
- Richard Eisermann (1853–1927), Genremaler
- Walter Werneburg (1922–1999), Maler